# ロンゴモンタヌス

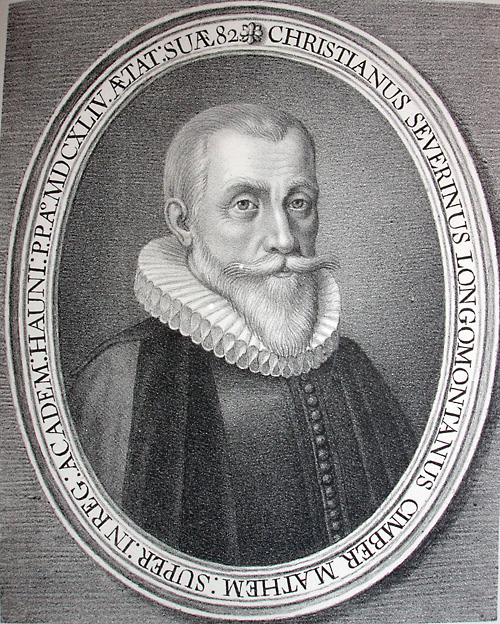
Christen Sørensen Longomontanus

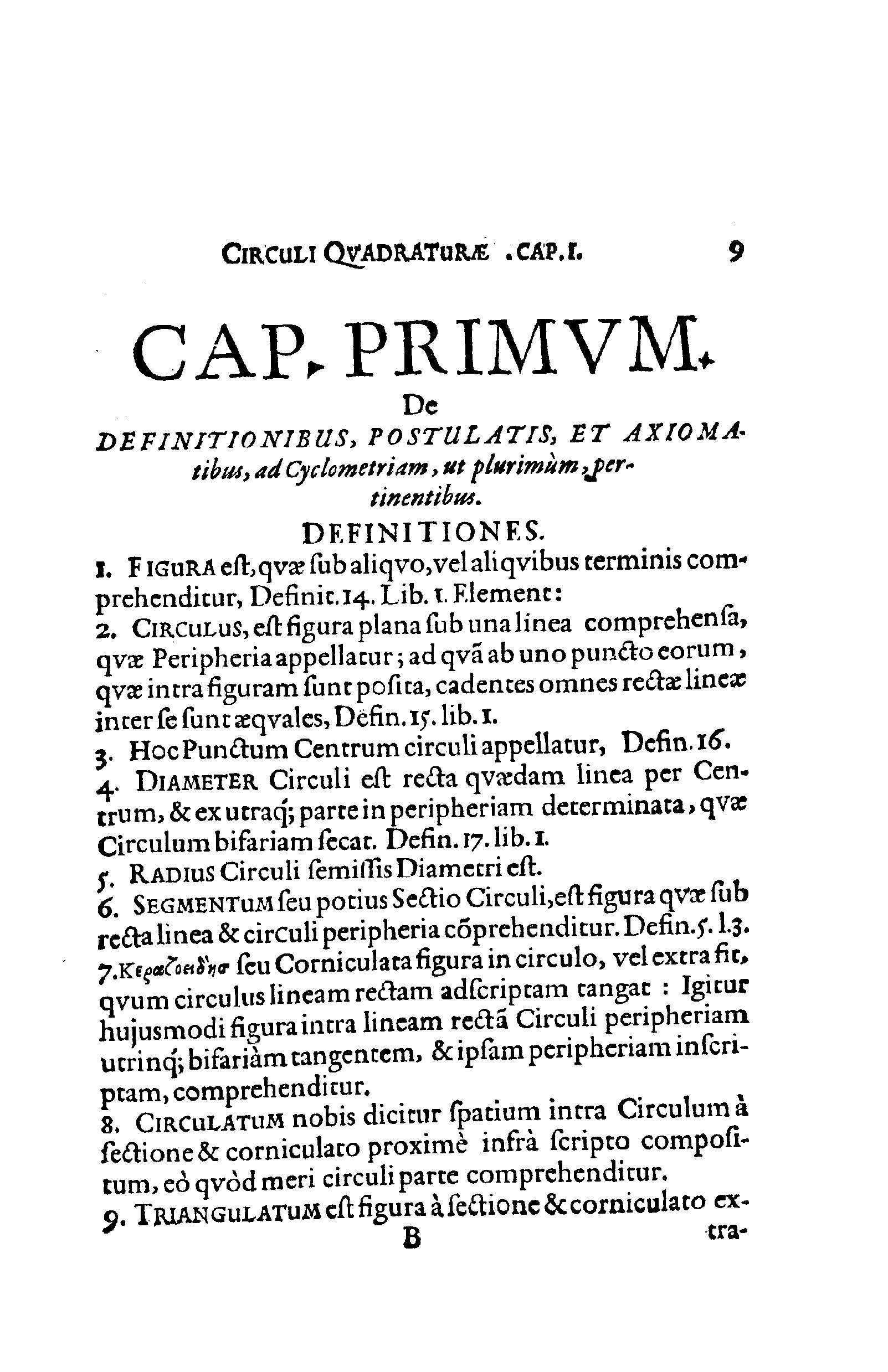
Inventio quadraturae circuli, 1634

クリスチアン・ソレンセン・ロンゴモンタヌス（Christian Sørensen Longomontanus、またはクリスチアン・セベリン （Christian Severin）、1562年10月4日 – 1647年10月8日）は、デンマークの天文学者である。ティコ・ブラーエの助手を務めた。
ロンゴモンタヌスはラテン名で、生地のデンマーク、ユトランドの村 Longberg からつくられた名前である。8歳で父親を亡くし、母親を助けながら働き、冬の間だけ勉強をするという生活を続けたが、15歳の時に家をでてヴィボーに飛び出した。ヴィボーで働きながら学校にすすみ、1588年にコペンハーゲンに移った。1589年にティコ・ブラーエと知り合いw:Uraniborgの天文観測所で有能な助手として8年間働いた。1697年ベーン島を出て、ドイツの大学に学び、1600年1月にプラハでブラーエと合流し、ブラーエの月の理論を完成し、8月にふたたびデンマークに戻った。
コペンハーゲンでデンマークの役人Christian Friisをパトロンにした。1603年にヴィボーの学校の講師に任命され、2年後にはコペンハーゲン大学の教授職についた。1607年に数学の教授職を得て、生涯その職を務めた。著書にティコ・ブラーエの観測による惑星の動きなどをまとめたAstronomia Danica(1622年)などがある。1632年に、望遠鏡とドームを備えたコペンハーゲン天文台の建設を始めたが、ロンゴモンタヌスは完成をみることはできなかった。デンマーク王クリスチャン4世によってロンゴモンタヌスはシュレースヴィヒのcanonry of Lundenに任じられた。
ロンゴモンタヌスは保守的な考えの持ち主で地動説も惑星の楕円軌道も認めなかったとされる。